# Campionati italiani di triathlon del 2014
I Campionati italiani di triathlon del 2014 (XXVI edizione) si sono tenuti a Sapri in Campania, in data 13 settembre 2014.
Tra gli uomini ha vinto Alessandro Fabian ( Carabinieri), mentre la gara femminile è andata a Annamaria Mazzetti ( Fiamme Oro).

## Risultati

### Élite uomini
| Pos. | Atleta               | Società sportiva       | Nuoto    | Bici     | Corsa    | Totale   |
| ---- | -------------------- | ---------------------- | -------- | -------- | -------- | -------- |
|      | Alessandro Fabian    | Carabinieri            | 00:18:36 | 00:53:03 | 00:31:42 | 01:44:07 |
|      | Davide Uccellari     | Fiamme Azzurre         | 00:18:48 | 00:52:53 | 00:32:16 | 01:44:48 |
|      | Luca Facchinetti     | Triathlon Team Ravenna | 00:18:46 | 00:52:56 | 00:32:44 | 01:45:12 |
| 4    | Mattia Ceccarelli    | T.D. Rimini            | 00:18:38 | 00:53:03 | 00:33:10 | 01:45:36 |
| 5    | Giulio Molinari      | Carabinieri            | 00:18:45 | 00:52:53 | 00:33:47 | 01:46:14 |
| 6    | Manuel Biagiotti     | Friesian Team          | 00:18:45 | 00:52:55 | 00:34:21 | 01:46:51 |
| 7    | Delian Dimko Stateff | Minerva Roma           | 00:18:38 | 00:53:03 | 00:34:24 | 01:46:53 |
| 8    | Riccardo De Palma    | Minerva Roma           | 00:18:44 | 00:52:57 | 00:34:53 | 01:47:23 |
| 9    | Andrea Secchiero     | Fiamme Oro             | 00:18:44 | 00:52:55 | 00:35:16 | 01:47:46 |
| 10   | Danilo Brustolon     | Fiamme Oro             | 00:19:44 | 00:54:46 | 00:32:39 | 01:47:56 |
| 11   | Massimo De Ponti     | Carabinieri            | 00:19:05 | 00:55:27 | 00:32:46 | 01:48:06 |
| 12   | Alex Ascenzi         | Fiamme Azzurre         | 00:19:37 | 00:54:52 | 00:33:14 | 01:48:31 |
| 13   | Tommaso Crivellaro   | DDS                    | 00:18:49 | 00:55:40 | 00:33:22 | 01:48:50 |
| 14   | Alberto Casadei      | Fiamme Oro             | 00:18:53 | 00:55:35 | 00:33:38 | 01:48:55 |
| 15   | Alessio Fioravanti   | Minerva Roma           | 00:19:40 | 00:54:53 | 00:33:45 | 01:49:05 |
| 16   | Marco Corrà          | Minerva Roma           | 00:18:57 | 00:55:38 | 00:33:43 | 01:49:10 |
| 17   | Dario Chitti         | CUS Parma Medel        | 00:19:28 | 00:54:59 | 00:34:45 | 01:50:02 |
| 18   | Ennio Salerno        | Peperoncino Team       | 00:19:34 | 00:54:55 | 00:35:08 | 01:50:31 |
| 19   | Mauro Pera           | Peperoncino Team       | 00:18:54 | 00:55:34 | 00:35:11 | 01:50:33 |
| 20   | Andrea Borsacchi     | Canottieri Napoli      | 00:18:58 | 00:55:37 | 00:35:50 | 01:51:26 |

### Élite donne
| Pos. | Atleta              | Società sportiva             | Nuoto    | Bici     | Corsa    | Totale   |
| ---- | ------------------- | ---------------------------- | -------- | -------- | -------- | -------- |
|      | Annamaria Mazzetti  | Fiamme Oro                   | 00:20:18 | 01:00:22 | 00:36:49 | 01:58:15 |
|      | Angelica Olmo       | Pianeta Acqua                | 00:20:22 | 01:00:16 | 00:37:35 | 01:59:01 |
|      | Gaia Peron          | Fiamme Oro                   | 00:20:15 | 01:00:26 | 00:38:29 | 02:00:00 |
| 4    | Margie Santimaria   | Fiamme Oro                   | 00:20:19 | 01:00:20 | 00:38:47 | 02:00:14 |
| 5    | Elisa Marcon        | Tri. Rari Nantes Marostica   | 00:20:24 | 01:00:20 | 00:39:05 | 02:00:39 |
| 6    | Alessia Orla        | DDS                          | 00:20:16 | 01:00:25 | 00:40:24 | 02:01:52 |
| 7    | Sara Dossena        | Trisports.it Team            | 00:22:59 | 01:02:39 | 00:35:16 | 02:01:57 |
| 8    | Veronica Signorini  | Triathlon Cremona Stradivari | 00:20:18 | 01:00:25 | 00:40:44 | 02:02:18 |
| 9    | Giulia Sforza       | Azzurra Triathlon Team       | 00:20:16 | 01:00:24 | 00:41:05 | 02:02:37 |
| 10   | Elena Maria Petrini | Minerva Roma                 | 00:20:18 | 01:03:15 | 00:39:48 | 02:04:10 |
| 11   | Sara Papais         | T.D. Rimini                  | 00:21:27 | 01:02:03 | 00:40:47 | 02:05:05 |
| 12   | Ilaria Fioravanti   | Minerva Roma                 | 00:22:50 | 01:02:51 | 00:38:35 | 02:05:12 |
| 13   | Federica Parodi     | Virtus                       | 00:21:30 | 01:02:02 | 00:41:41 | 02:06:02 |
| 14   | Giulia Bedorin      | Padova Nuoto Dynamica        | 00:21:29 | 01:02:01 | 00:41:52 | 02:06:13 |
| 15   | Francesca Galluzzo  | Minerva Roma                 | 00:22:55 | 01:02:52 | 00:39:49 | 02:06:37 |
| 16   | Verena Steinhauser  | Bressanone Nuoto             | 00:21:29 | 01:06:53 | 00:40:09 | 02:09:21 |
| 17   | Chiara Piccinelli   | Aquatica Torino              | 00:21:41 | 01:03:58 | 00:42:55 | 02:09:35 |
| 18   | Sara Savoia         | 707 Triathlon Team           | 00:22:48 | 01:02:55 | 00:43:10 | 02:09:50 |
| 19   | Giulia Fiorin       | Padova Nuoto Dynamica        | 00:22:57 | 01:02:44 | 00:44:37 | 02:11:20 |
| 20   | Sabrina Capellupo   | CUS Torino Triathlon         | 00:21:29 | 01:04:16 | 00:45:57 | 02:12:46 |